# Trefpunt 2000
Trefpunt 2000 was een Surinaamse politieke partij die in 2004 werd opgericht door Arti Jessurun, als afsplitsing van de Nationale Partij Suriname (NPS). De partij deed als onderdeel van de A1-Combinatie en de VolksAlliantie mee aan de verkiezingen van 2005 en 2010.

## Geschiedenis
Trefpunt 2000 ontstond op initiatief van een aantal leden van de NPS die vernieuwing in de partij op gang wilden brengen op het gebied van beleid en bestuur. De groep liet al tijdens bestuursverkiezingen in 1997 onder deze naam van zich horen. De groep vond dat meerdere kandidatenlijsten de democratie binnen de partij vooruit konden helpen, wat op tegenstand van de partijleiding stuitte. Onder leiding van partijleider Ronald Venetiaan reageerde het bestuur dat hier voldoende mogelijkheden binnen de organen zelf voor zouden zijn.
De aanvoerder van de groep was Arti Jessurun die steun kreeg van NPS-parlementariërs als Ruth Wijdenbosch en Carmelita Ferreira, en zes afdelingen (waarvan de NPS er toen elf telde). Tijdens de bestuursverkiezingen werd aan vier van de afdelingen niet toegestaan om te stemmen, waardoor Trefpunt 2000 het niet haalde. De reden was formeel omdat ze procedures en regels niet zouden hebben gevolgd. De groep wilde tijdens de verkiezing actief blijven binnen de partij. De partijleiding was het hier echter niet mee eens en Trefpunt 2000 stapte uiteindelijk in 2004 uit de partij. Hierbij volgden niet alle leden die actief waren geweest binnen Trefpunt 2000.

## 2005
Tijdens de verkiezingen van 2005 sloot Trefpunt 2000 zich aan bij de alliantie A1-Combinatie, waarin zich verder de Democraten van de 21ste eeuw, Democratisch Alternatief '91 en de Politieke Vleugel van de FAL (PVF) hadden gebundeld. Tijdens de verkiezingen werden drie zetels binnengehaald, waarvoor er geen bestemd was voor een lid van Trefpunt 2000. In de tijd erna brokkelde de alliantie uiteen, tot zich in 2010 alleen nog Trefpunt 2000 en de PVF in de alliantie bevonden.

## 2010
Tijdens de verkiezingen van 2010 sloot Trefpunt 2000 zich aan bij de VolksAlliantie. De leidende partij hiervan was Pertjajah Luhur van Paul Somohardjo. Verder sloten zich de Progressieve Volkspartij (PSV) en Unie van Progressieve Surinamers (UPS) aan. Na Somohardjo stonden Soewarto Moestadja en Henry Ori (UPS) op de tweede en derde plaats, en was voor Jessurun een vierde plaats op de lijst voorzien.
Ook tijdens deze verkiezingen wist Trefpunt 2000 geen zetel te behalen. Arti Jessurun besloot zich daardoor na de verkiezingen terug te trekken. De partij bleef nog wel deel uit maken van de VolksAlliantie. In juli werd vervolgens steun uitgesproken aan de Megacombinatie/A-Combinatie. Hierna verdween Trefpunt 2000 uit beeld.